# Hapa
Hapa é uma transliteração da palavra inglesa "half", mas rapidamente passou a significar "part", combinada com números para formar frações. Por exemplo, hapalua é metade, hapaha é um quarto e hapanui significa maioria. No Havaí, a palavra se refere a qualquer pessoa de herança étnica mista, independentemente da mistura específica. Na Califórnia, o termo é usado para qualquer pessoa de mistura do leste asiático ou do sudeste asiático. Portanto, os dois usos são simultâneos.

### Artigos de jornal
- Bernstein, Mary; De la Cruz, Marcie (2009). «"What are You?": Explaining Identity as a Goal of the Multiracial Hapa Movement». Social Problems. 56 (4): 722–745. JSTOR 10.1525/sp.2009.56.4.722. doi:10.1525/sp.2009.56.4.722
- Easley, Allen Ken (1995). «Of Children's Plates, Melting Pots, Tossed Salads and Multiple Consciousness: Tales from a Hapa Haole». UCLA Asian Pacific American Law Journal. 3 (1): 75–80. Consultado em 2 de setembro de 2013
- Ozaki, C. Casey; Johnston, Marc (2009). «The space in between: Issues for multiracial student organizations and advising». New Directions for Student Services. 2008 (123): 53–61. doi:10.1002/ss.286
- Taniguchi, Angela S.; Heidenreich, Linda (28 de junho de 2006). «Re-Mix: Rethinking the use of Hapa in Mixedrace Asian/Pacific Islander American Community Organizing». Research Exchange. McNair Journal. Consultado em 19 de novembro de 2018

### Artigos
- Dariotis, Wei Ming (2007). «Hapa: The Word of Power». Mixed Heritage Center. Consultado em 2 de setembro de 2013
- Johnson, Akemi (2016). «Who Gets To Be 'Hapa'?». NPR. Consultado em 15 de julho de 2019